# Glaspest

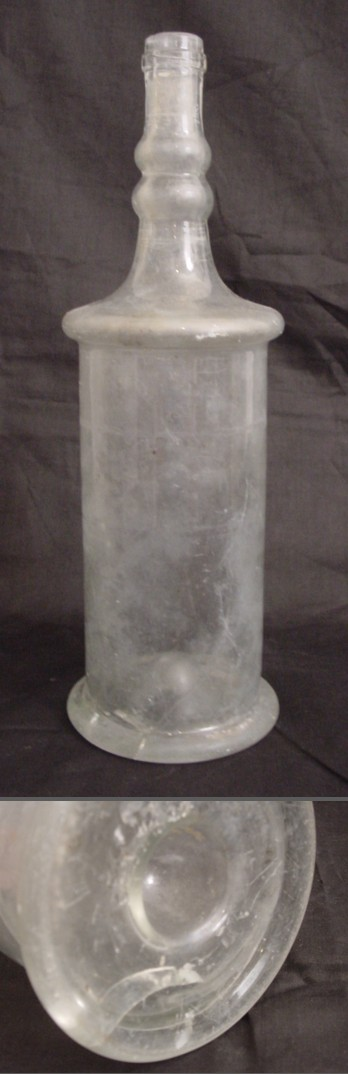
Glaspest

Glaspest eller glassjuka är en kemisk reaktion som kan förekomma i framför allt äldre glas. På grund av undermåliga smältugnar förekommer det att man tillsatt mer soda eller pottaska som flussmedel än vad den ideala sammansättningen fordrar. För att få en stabil sammansättning krävs att krita eller mönja i tillräcklig mängd för att en viss mängd vattenglas skall bildas i glasmassan. Om detta inte sker får glaset en benägenhet att kristallisera, det får först tunna sprickor i glasmassan, som allt eftersom förvärras, och sprickorna blir allt djupare. Tunna flagor av glasytan släpper.
Bland svenskt glas har särskilt sådant tillverkat vid Kungsholmens glasbruk 1720–1760 en benägenhet att drabbas hårt av glaspest. Även flera moderna glasbruk har haft problem med sin glasmassa, och eftersom glassjukan oftast uppträder först efter ett antal decennier, kan det gå lång tid, innan problemet uppmärksammas. Genom avancerade metoder och kontinuerlig noggrann vård kan man hindra fortsatt utveckling av glaspesten, men skadorna går inte att återställa.
Ett annat vanligt problem uppkommer när man maskindiskar glas framställt av glasblandningar som inte tål starkt basisk miljö, som förekommer i till exempel diskmaskiner. I glasets yta kan under sådana betingelser uppstå jonbyte där kalciumjoner lämnar glasytan och efter en tid bildar en mjölkvit beläggning.
Glas har motståndskraft mot neutral eller svagt sur miljö, men angrips av fluorvätesyra, fosforsyra och baser. Äldre glastyper med relativt stort innehåll av alkaliska komponenter är mindre resistent och kan angripas av luftens fuktighet eller starka diskmedel. Ett angrepp av dessa slag ger en beläggning av reaktionsprodukter på ytan. Dessa kan i ett tidigt skede avlägsnas genom diskning, men på längre sikt krävs mekanisk rengöring. De kemiska angreppen kan också leda till risk för utmattningsbrott vid belastning av glaset.
Ända fram till tidigt 1900-tal fanns en uppfattning att glaspest var ett bakteriellt angrepp som kunde "smitta" mellan olika glasföremål. Det är numera fastställt att så inte är fallet. För att minska risken för att skada ska uppstå bör det undvikas att glas förvaras där kondens kan uppstå.
Det har hänt att antika glasföremål, som befunnit sig på museum, utan yttre åverkan övergått i en hög glaskross.[källa behövs]